# Centre municipal des sports
Centre municipal des sports (pol. Miejskie Centrum Sportu, znane także jako Palais des sports, pol. Pałac Sportu) – kompleks sportowy zlokalizowany w centrum miasta Tours, w dzielnicy Sanitas. Jego budowa rozpoczęła się w 1954 roku, częściowo otwarty rok później, całkowicie ukończony w 1972 roku.
W skład centrum sportowego wchodzą: hala sportowa im. Roberta Grenona, mogąca pomieścić ponad 3000 widzów, basen olimpijski im. Gilberta Bozona, lodowisko olimpijskie, a także kilka mniejszych hal z przeznaczenie dla różnych dyscyplin.

## Historia

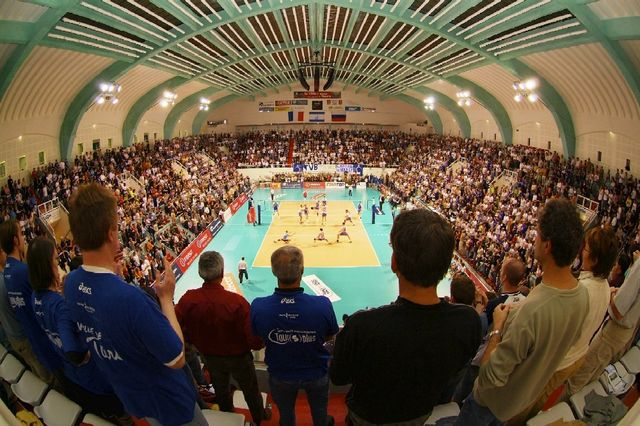
Hala im. Roberta Grenona

Jednym z głównych inicjatorów budowy centrum sportowego w Tours był radny miejski Robert Grenon. Z tego względu do 1983 roku jego imię nosiło całe centrum, a później znajdująca się w nim największa hala sportowa. Kompleks zaprojektował architekt Jean Niermans. Budowa rozpoczęła się w 1954 roku, a rok później otwarto halę do koszykówki. Pozostała część budynku pozostawała wciąż nieukończona.
Centrum sportowe zostało w pełni ukończone w 1972 roku. Inauguracja odbyła się 11 czerwca 1972 roku w obecności sekretarza stanu ds. młodzieży i sportu Josepha Comitiego.
W 1991 roku kompleks przeszedł remont elewacji i części pomieszczeń, natomiast w 2013 roku odnowiony został basen. W 2018 roku przeprowadzono renowację hali im. Roberta Grenona, tak aby spełniała wymagania Europejskiej Konfederacji Piłki Siatkowej co do obiektów sportowych, w których mogą być rozgrywane mecze Ligi Mistrzów. Prace ukończono 30 września, a inauguracja odnowionej hali odbyła się 4 października. W trakcie inauguracji burmistrz miasta Christophe Bouchet zapowiedział, że hala zostanie powiększona do 5500-6000 miejsc, natomiast lodowisko do 2500 miejsc. Prace renowacyjne mają zostać ukończone w 2023 roku, a cały kompleks ma stanowić obiekt pomocniczy w trakcie Letnich Igrzysk Olimpijskich 2024.

## Charakterystyka
W skład centrum sportowego wchodzą:
- hala im. Roberta Grenona (salle Robert Grenon), w której mecze rozgrywa Tours VB (3150 miejsc),
- lodowisko, gdzie odbywają się mecze Remparts de Tours (2316 miejsc),
- basen olimpijski im. Gilberta Bozona (piscine municipale Gilbert Bozon),
- osiem hal sportowych przeznaczonych w szczególności do tenisa stołowego, zapasów, judo, gimnastyki i szermierki,
- ośrodek medycyny sportowej,
- pomieszczenia administracyjne.